# Jean Grandjean (Maler)

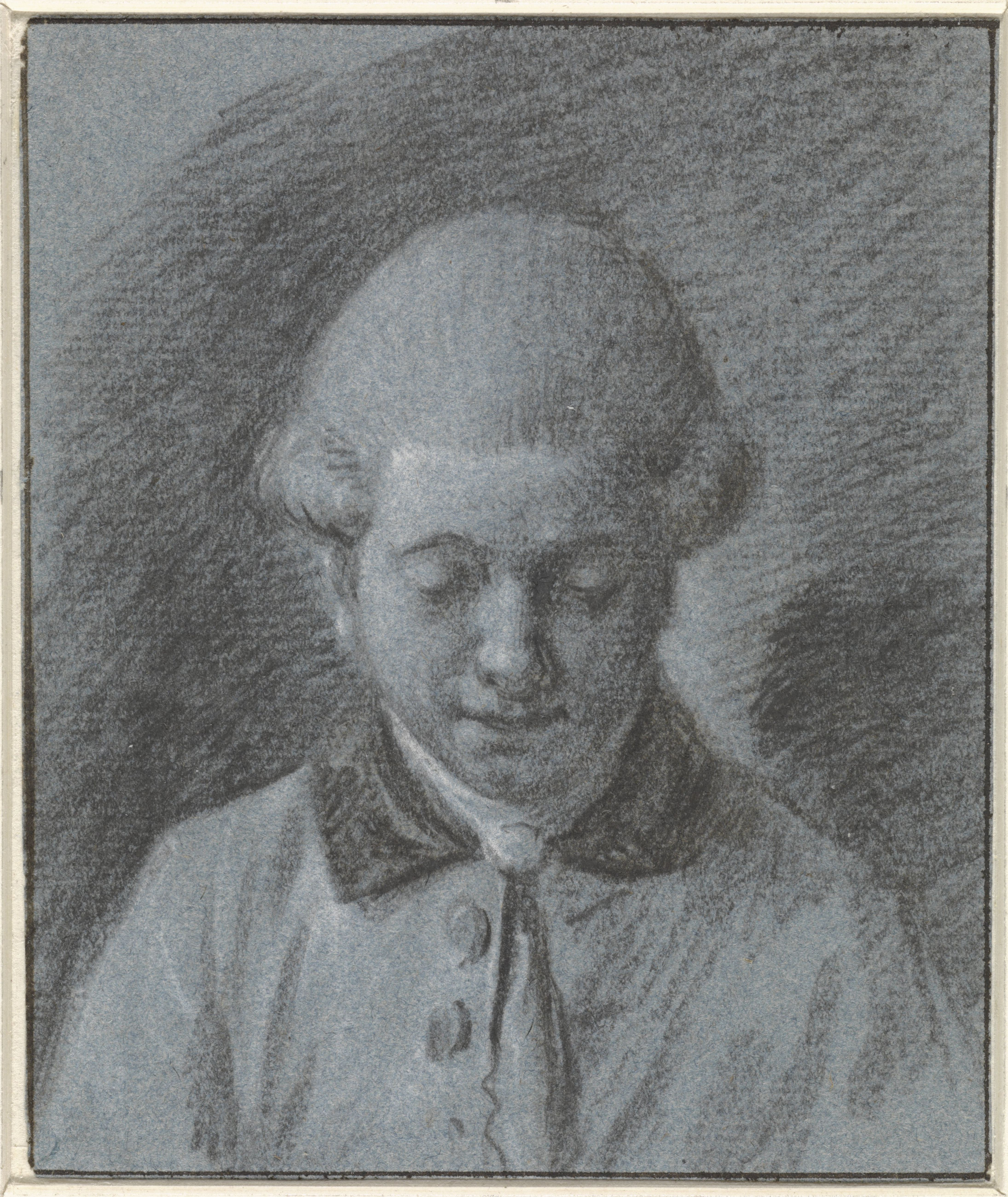
Jean Grandjean (1752–1781)

Jean Grandjean (* 5. Februar 1752 in Amsterdam; † 12. November 1781 in Rom) war holländischer Maler und Kupferätzer.
Er stammte von französischen armen Eltern ab. Sein Vater war ein Handschuhmacher. Jean zeigte großes zeichnerisches Talent, aber seine Eltern konnten ihm nur wenig Unterricht bezahlen. Er kam dann auf kurze Zeit in die Lehre bei dem Landschaftsmaler Jacob Verstegen. Da er aber Geld für seinen Unterhalt verdienen musste, begann er schon früh für den Kunsthändler Jan de Groot Porträts und kleinere Arbeiten anzufertigen.
Er erntete aber überall durch seine Leistungen so großen Anklang, dass er bei Jurian Andriessen (1742–1819) Aufnahme fand, bei dem er sehr schnelle Fortschritte machte. 1771 tauchte sein Name in den Listen der Lucasgilde auf. Sein Eifer wurde durch drei Preise belohnt, die er nacheinander an der Zeichenakademie gewann. Er erhielt jetzt mehrere Aufträge zu historischen Stücken und vorzugsweise zu Landschaften mit historischer Staffage, die ihm am besten gelangen. 1777 wurde er Mitbegründer der philanthropischen Gesellschaft Felix Meritis. Da er durch seine Arbeit jetzt verdiente, konnte er durch Reisen für seine weitere Ausbildung sorgen. So ging er zuerst nach Düsseldorf, um die Schätze der dortigen Galerie zu betrachten. Hier lernte er die italienischen Meister kennen. In der Folge ging er von dort am 2. Juni 1779 als erster holländischer Maler nach über 50 Jahren nach Rom, wo er mit dem Kardinal Albani und dem Münzsammler Pieter van Damme (* 1727; † 13. Januar 1806) einflussreiche Gönner fand. Er arbeitete hier sehr fleißig, sowohl für seine Freunde zu Rom als auch für Kunstfreunde in der Heimat, starb aber schon Ende des Jahres 1781. Er wurde als Protestant auf dem protestantischen Friedhof an der Pyramide des Cajus Cestius begraben.
Die Arbeiten dieses Künstlers sind jetzt zerstreut, vor allem seitdem die Kunstsammlung Jan Tersteegs (1750–1808) in Amsterdam im Jahr 1808 verkauft wurde, in welcher sich viele seiner Werke befanden.
Als seine bedeutendsten Werke gelten ein radiertes Blatt, welches ein Bacchanal darstellt, und von seinen Gemälden zwei Ansichten des Wasserfalls bei Tivoli, der Tod der Sophonisba, Cleobis und Biton und sein eigenes Bildnis. Grau in Grau malte er auch mehrere Szenen aus dem Gedicht Germanicus von Frau L. F. von Winter von denen mehrere von Raffaello Morghen gestochen wurden (erschienen 1788) und sich sowohl einzeln, als auch mit dem erwähnten Gedicht finden.